# Mike Kanieski
Michael Kanieski (* in Cleveland) ist ein ehemaliger US-amerikanischer Basketballspieler.

## Leben
Kanieski spielte in seinem Heimatland von 1978 bis 1982 für die Mannschaft der University of Dayton und kam auf 115 Einsätze (14,3 Punkte, 7,2 Rebounds/Spiel). 1999 wurde der 2,11 Meter große Innenspieler in die Ruhmeshalle des Dayton-Hochschulsports aufgenommen.
Beim Draftverfahren der NBA im Jahr 1982 wählten ihn die New York Knicks an 121. Stelle aus. Der Sprung in die NBA gelang Kanieski nicht. In der Saison 1982/83 spielte er kurz für die Ohio Mixers in der US-Liga Continental Basketball Association (CBA).
1983 wurde er vom MTV 1846 Gießen verpflichtet und wechselte somit in die deutsche Basketball-Bundesliga. Er erzielte während der Saison 1983/84 in 26 Spielen für den MTV im Durchschnitt 19,7 Punkte. Nach seinem Jahr in Gießen wechselte Kanieski nach Belgien.